# 교하고등학교
교하고등학교(交河高等學校)는 대한민국 경기도 파주시 동패동에 위치한 공립 고등학교이다.

## 학교 연혁
- 2005년 9월 8일 : 고등학교 설립 인가
- 2006년 3월 1일 : 초대 김성균 교장 취임
- 2006년 3월 2일 : 제1회 입학식(4학급 126명)
- 2008년 7월 11일 : 경기도교육청지정 청소년단체활동 연구학교 보고회
- 2009년 2월 11일 : 제1회 졸업식(171명)
- 2009년 3월 1일 : 특색있는 학교 만들기 선도학교
- 2012년 3월 1일 : 과목중점형 교과교실제 운영(수학, 과학, 영어)
- 2013년 3월 1일 : 경기도교육청 지정 진로체험 거점학교
- 2013년 9월 1일 : 경기도교육청 지정 자율학교 선정
- 2013년 9월 1일 : 혁신학교 클러스터 참여학교
- 2019년 3월 1일 : 제5대 박용남 교장 취임
- 2024년 1월 5일 : 제16회 졸업식(10학급 320명, 누적졸업생 5,199명)
- 2024년 3월 4일 : 제19회 입학식(10학급 344명)

## 참고 자료
- 교하고등학교 - 한국교육학술정보원 학교알리미